# 239 Adrastea
239 Adrastea è un asteroide della fascia principale del diametro medio di circa 41,52 km. Scoperto nel 1884, presenta un'orbita caratterizzata da un semiasse maggiore pari a 2,9707111 UA e da un'eccentricità di 0,2310358, inclinata di 6,16065° rispetto all'eclittica.
Il suo nome è dedicato ad Adrastea, nella mitologia greca, la ninfa che allevò Zeus.